# Glaresis mauritanica
Glaresis mauritanica är en skalbaggsart som beskrevs av Rudolph Petrovitz 1968. Glaresis mauritanica ingår i släktet Glaresis och familjen Glaresidae. Inga underarter finns listade i Catalogue of Life.